# Секирин, Евгений Игоревич
Евгений Игоревич Секирин (род. 15 декабря 1962) — общественный деятель, генерал, экс-начальник главного управления МЧС РФ по Московской области.

## Биография
Родился 15 декабря 1962 года в городе Балашихе Московской области.
В 1984 году окончил Московское высшее командное училище дорожных и инженерных войск, затем был направлен для прохождения службы в войсковую часть № 05763 командиром автомобильного взвода 830 отдельного автомобильного батальона гражданской обороны в Ногинском районе.
За время службы был командиром взвода, роты, являлся начальником штаба — заместителем командира отдельного автомобильного батальона гражданской обороны, командиром учебного автомобильного батальона 11 отдельного автомобильного полка гражданской обороны.
В 2001 году окончил Академию гражданской защиты МЧС России. С марта 2005 по июнь 2009 руководил 179-м спасательным центром МЧС. Который под его руководством стал лучшей в мире тренировочной базой для спасателей. Воспитал несколько поколений профессиональных спасателей. Руководил доставкой гуманитарных грузов и спасательными операциями по всему миру.
С июня 2009 по ноябрь 2012 — руководитель Главного управления МЧС России по Московской области.

## Общественная деятельность
Живёт в Ногинске. С 2014 года — депутат городского Совета депутатов города Ногинска Московской области. Помогает инвалидам, ветеранам и пенсионерам.

## Семейное положение
Женат, есть дочь.

## Награды
- орден «За военные заслуги» (2007)[1]
- медаль ордена «За заслуги перед Отечеством» II степени (2002)[1]
- медаль «За боевые заслуги» (1990)[1]
- медаль Суворова (1999)[1]
- Звание «Почётный гражданин Ногинского района Московской области» (21 июля 2009 года) — за многолетнюю плодотворную работу, защиту населения и территорий Ногинского муниципального района от чрезвычайных ситуаций, большую работу, проводимую по военно-патриотическому воспитанию молодёжи[1][3]
- медали и нагрудные знаками МЧС России